# Tagliamento
Pour les articles homonymes, voir Tagliamento (homonymie).
Le Tagliamento est un fleuve italien de 178 km de long, tributaire de la mer Adriatique, qui coule dans la région du Frioul-Vénétie Julienne. Il traverse la province d'Udine, puis constitue la limite entre cette dernière et la province de Pordenone d'abord et la province de Venise ensuite, avant de se jeter dans le golfe de Venise entre Lignano Sabbiadoro (Udine) et Bibione (Venise).

## Le cours du Tagliamento

### Le bassin supérieur
Le Tagliamento prend sa source à 1 195 m d'altitude, à la limite des provinces de Belluno et d'Udine au nord-ouest de Forni di Sopra) près du col de Mauria.
Son cours s'oriente d'abord de l'ouest vers l'est, parallèlement à la chaîne des Alpes carniques, jusqu'à la confluence avec le Fella, près de Venzone. Il prend ensuite une orientation sud-ouest.
Son premier affluent notable est le Liumiei qu'il reçoit en rive gauche, à 26 km de la source. À partir de ce point, la vallée principale s'élargit nettement et devient moins montagneuse. Un peu en amont de Villa Santina, il reçoit le Degano, puis le But, près de Tolmezzo.
À Amaro (247 m d'altitude), à 56 km de la source, il reçoit le Fella, son affluent le plus important. Puis le cours, brusquement orienté vers le sud-ouest, s'élargit considérablement au bout de quelques kilomètres dans la plaine d'Osoppo (ancien lac d'origine glaciaire), dont la partie sud est marquée par le canal Ledra qui recueille les eaux infiltrées dans le lit caillouteux du fleuve. Plus bas, le Tagliamento reçoit en rive droite le torrent Arzino, puis son lit se rétrécit nettement dans les gorges de Pinzano.

### Le cours moyen et inférieur

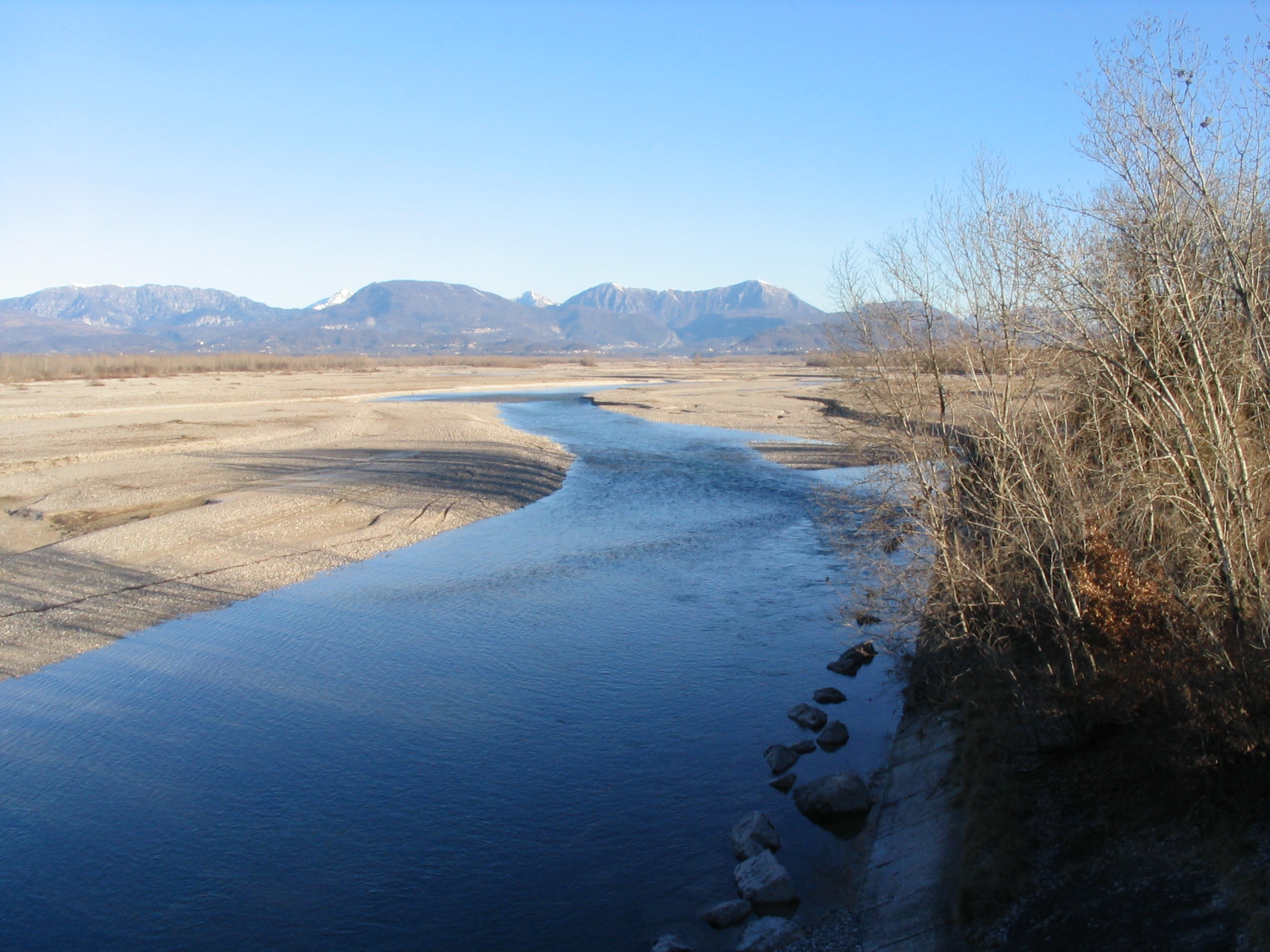
Le Tagliamento à Dignano.

Après le passage de Pinzano, le lit du Tagliamento, orienté désormais vers le sud, s'élargit dans la plaine, atteignant jusqu'à trois kilomètres de large près de Spilimbergo, en formant de nombreuses ramifications.
À partir de Rivis (71 m d'altitude), le lit du fleuve, très encaissé jusque-là, remonte peu à peu et se trouve encadré de solides digues qu'il a fallu relever au fil du temps. Puis de Madrisio à l'embouchure, le lit forme des méandres et se rétrécit nettement (180 m de large).
À son débouché dans la mer, il forme un delta qui s'avance dans l'Adriatique et délimite au sud la lagune de Marano.
Son bassin hydrographique s'étend sur 2 916,86 km2 dans lequel vivent environ 165 000 personnes. Ce bassin se trouve essentiellement dans la zone montagneuse du Frioul (il est à 86,5 % dans la province d'Udine).
Le régime du fleuve a un caractère très irrégulier, quasi torrentiel. Son débit moyen est de 92 m3/s à Pinzano et de 70 m3/s au débouché dans la mer. Mais son débit maximum en période de crue peut être considérablement plus élevé. Le maximum historique a été enregistré à 4 000 m3/s en novembre 1966 lors d'une crue désastreuse.

## Principaux affluents
Ses principaux affluents sont le Liumiei, le Degano, le But, le Fella, le Leale, l'Arzino, la Cosa.

## Principales localités situées le long du cours
Les principales localités arrosés sont Latisana et San Michele al Tagliamento.

Non loin du fleuve, se trouvent également les localités suivantes : Tolmezzo, Enemonzo, Gemona del Friuli, Trasaghis, Forgaria nel Friuli, Pinzano al Tagliamento, San Daniele del Friuli, Majano, Ragogna, Spilimbergo, Dignano, Sedegliano, Valvasone, Codroipo, San Vito al Tagliamento, Camino al Tagliamento, Morsano al Tagliamento, Varmo, Lignano Sabbiadoro.

## Histoire
Le 16 mars 1797, l’armée française remporte une victoire lors du passage du Tagliamento, entre Valvasone et Codroipo.